# US Clay Court Championships 1979
Lo US Clay Court Championships 1979 è stato un torneo di tennis giocato sulla terra verde. È stata la 27ª edizione del torneo, che fa parte del WTA Tour 1979. Si è giocato ad Indianapolis negli USA dal 6 al 12 agosto 1979.

## Campionesse

### Singolare
'Chris Evert ha battuto in finale  Evonne Goolagong con il punteggio di 6–4, 6–3

### Doppio
Kathy Jordan /  Anne Smith hanno battuto in finale  Penny Johnson /  Paula Smith con il punteggio di 6–1, 6–0